# Juana Manuela Gorriti
Juana Manuela Gorriti est une romancière argentine ayant passé une grande partie de sa vie en Bolivie et au Pérou, née le 15 juin 1818 à Rosario de la Frontera, morte le 6 novembre 1892 à Buenos Aires, considérée comme le premier grand auteur du genre fantastique dans la littérature argentine.

## Biographie
Juana Manuela Gorriti Zuviría naît en 1818 à Rosario de la Frontera, capitale de la province de Salta, dans ce qui est alors la confédération des Provinces-Unies du Río de la Plata dont le noyau central deviendra la République argentine. Née dans une famille de riches propriétaires, elle étudie à partir de l'âge de 8 ans dans une école religieuse. Son père, José Ignacio de Gorriti (es), était un des signataires de la déclaration d'indépendance des Provinces-Unies en 1816. Elle a aussi pour oncle un chef de guérilla, Jose Francisco "Pachi" Gorriti. Pendant les guerres civiles argentines, sa famille, de tendance libérale, soutient le parti des Unitaires contre le dictateur conservateur Juan Manuel de Rosas. En 1831, le caudillo fédéraliste Facundo Quiroga prend le pouvoir et contraint la famille Gorriti à l'exil en Bolivie. En 1833, Juana Manuela, âgée de 14 ans, est mariée à un militaire bolivien, Manuel Isidoro Belzu, qui sera président de la Bolivie de 1848 à 1855. Elle le quitte pour s'établir avec ses deux filles à Lima, au Pérou, où elle fonde une école pour filles. Elle commence à écrire de la fiction en 1845. Dans les décennies suivantes, elle fait plusieurs allées et venues entre Lima et Buenos Aires ; elle fonde plusieurs écoles et devient un écrivain renommé et primé dans les deux pays. Elle tient un salon littéraire et ses soirées (tertulias) réunissent des figures de l'intelligentsia comme Ricardo Palma, Manuel González Prada, Mercedes Cabello de Carbonera, Clorinda Matto de Turner et Teresa González de Fanning.
En 1865, Manuel Isidoro Belzu est assassiné en Bolivie dans une tentative pour reprendre le pouvoir. Juana Manuela tente de rentrer en Bolivie avec quelques partisans pour enterrer son corps mais elle est refoulée à l'entrée. Elle ne reçoit qu'après la mort de Belzu les documents légalisant son divorce.
En 1878, selon W.W. Chasteen, elle retourne définitivement en Argentine. La guerre du Pacifique, qui oppose le Pérou et la Bolivie au Chili, l'empêche de rendre visite à sa fille Mercedes (es) qui, malade, meurt en 1879. Selon Felipe Pigna, elle passe la durée de cette guerre au Pérou et ne rentre en Argentine qu'en 1884. À Buenos Aires, Juana Manuela fonde une revue, La alborada del Plata (« L’Aube de La Plata »), devenue en 1880 La alborada litteraria del Plata, où elle revendique les droits des femmes en même temps que l'émancipation de la littérature hispano-américaine par rapport au modèle classique espagnol.
Elle meurt en 1892 à Buenos Aires. Ses funérailles sont un événement public majeur.

Entre Lima et Buenos Aires
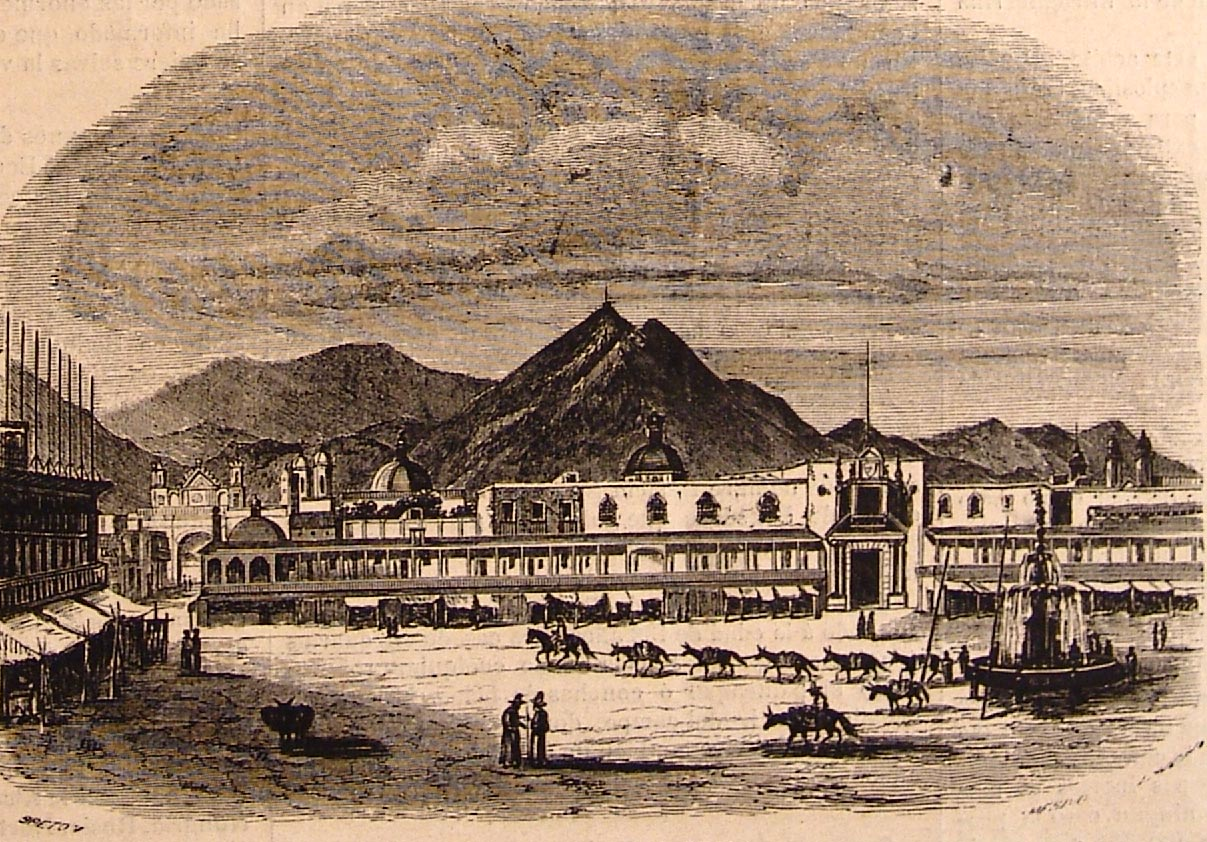
La Plaza Mayor de Lima, El Viajero Ilustrado, 1878
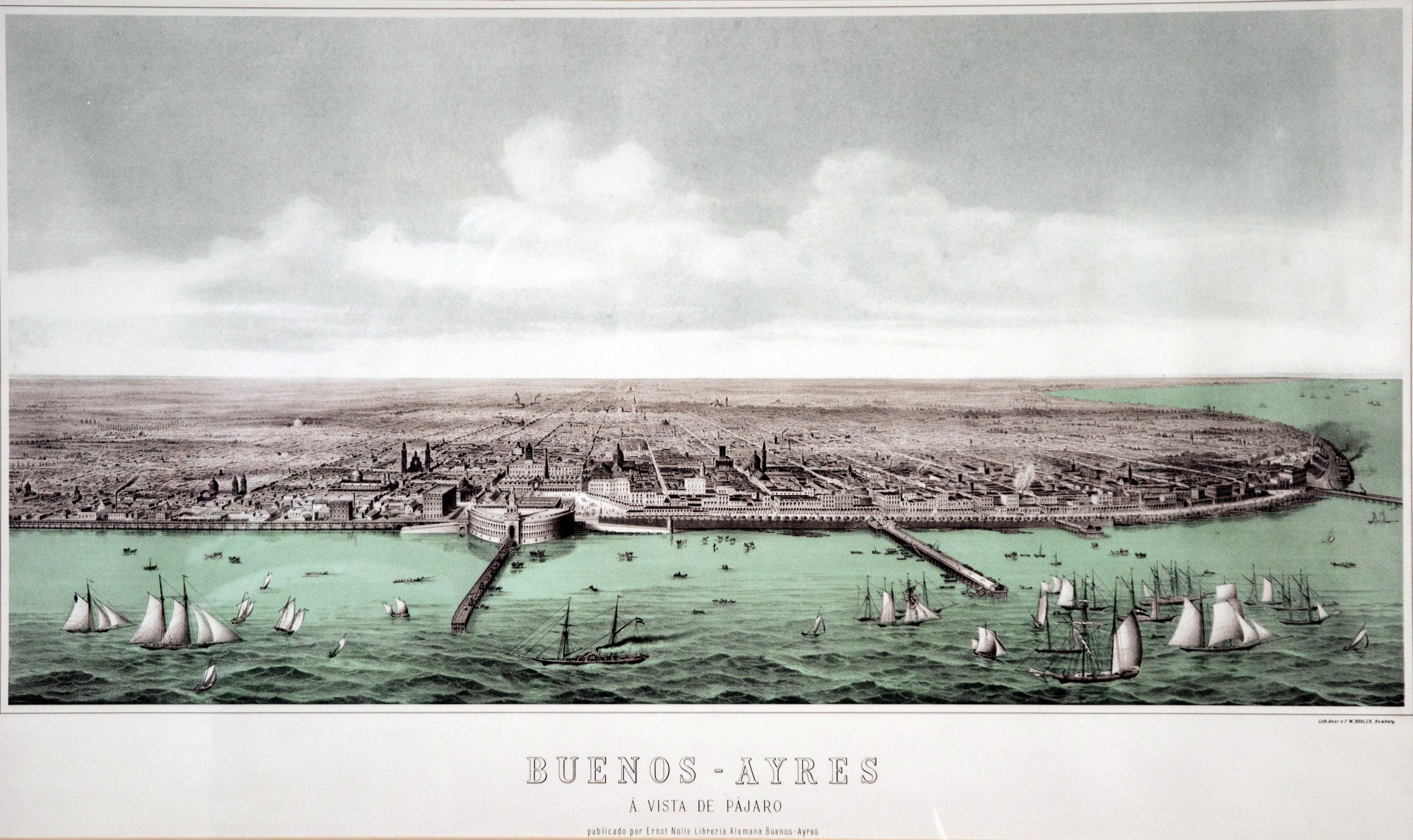
Buenos Aires à vol d'oiseau, gravure de D. Dolin, v. 1865

## Œuvres

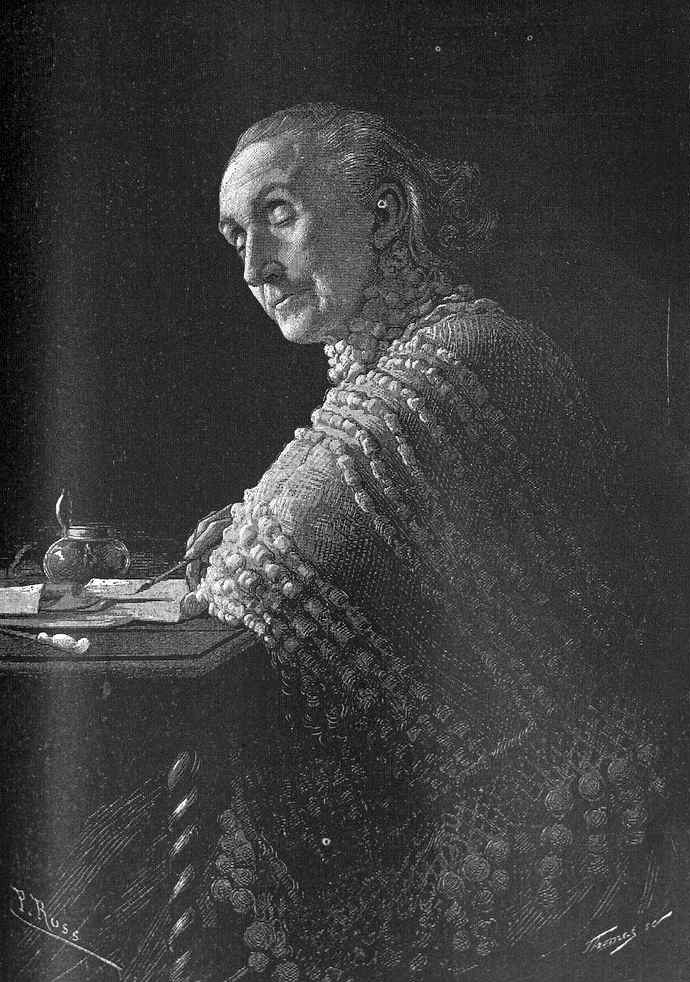
Juana Manuela Gorriti, Almanaque Sud-americano, 1891-1892.

Juana Manuela Gorriti publie sa première nouvelle, La Quena, en 1845 dans la Revista de Lima : c'est un des tout premiers textes de fiction écrits par un auteur natif de l'actuel territoire argentin. Il est réédité dans El Comercio en 1851 et La Prensa en 1859. Il s'inspire d'une ancienne élégie quechua où un amoureux exprime sa tristesse sur la tombe de sa bien-aimée en s'accompagnant de la quena, une flûte anciennement fabriquée en os humain et associée aux émotions amoureuses. Dans la version de Juana Manuela Gorriti, le jeune homme est un métis, descendant des Incas par sa mère, à qui son origine indienne interdit le mariage avec la fille d'un haut fonctionnaire de la vice-royauté espagnole. Trompé par la fausse annonce du mariage de la jeune fille, il se fait prêtre et n'apprend la vérité que bien plus tard pour aller la pleurer après sa mort.
Juana Azurduy de Padilla est une courte biographie de cette femme, héroïne des guerres d'indépendance hispano-américaines, que Juana Manuela avait rencontrée dans sa jeunesse : Juana Azurduy avait accompagné son mari à la guerre avant de prendre la tête de sa troupe après sa mort. Juana Manuela Gorriti a aussi écrit un récit biographique de son défunt mari, Manuel Isidoro Belzu, et des guerres civiles de son époque.
Juana Manuela Gorriti est considérée comme le premier auteur du genre fantastique dans la littérature argentine où les littératures de l'imaginaire connaîtront un grand développement par la suite. Dans son recueil Sueños y Realidades, publié en deux volumes en 1865, elle qualifie ses textes de « contes fantastiques » ou « légendes historiques », s'inspirant à la fois des légendes indiennes et des théories européennes de la phrénologie, du magnétisme, de la psychopathologie, de la parapsychologie ; elle s'intéresse à la théosophie.
Son œuvre abondante, comprenant des nouvelles, des courtes biographies et des récits de voyage, est publiée en plusieurs recueils :
- Sueños y Realidades (« Rêves et réalités », 1865)
- Biographía del General Don Dionisio de Puch (1868)
- Panoramas de la Vida (« Panoramas de la vie », 1876)
- Misceláneas (« Miscellanées », 1878)
- El mundo de los recuerdos (« Le monde des souvenirs », 1886)
- Oasis en la vida (« Oasis dans la vie », 1888)
- La tierra natal (« La Terre natale », récits de voyage, 1889)
- Cocina ecléctica (« Cuisine éclectique », 1889)
- Perfiles (« Profils », biographies, 1892)
- Lo íntimo (« Choses intimes », 1892)
- Veladas literarias de Lima: 1876-1877 (« Veillées littéraires de Lima, 1876-1877 », 1892[1]),[10].

## Dans la fiction
- Juanamanuela, mucha mujer, publié par la romancière argentine Martha Mercader (en) en 1980, est une biographie romancée de Juana Manuela Gorriti. L'auteure affirme avoir passé trois ans en recherches historiques à Buenos Aires, Tarija et La Paz sur les lieux où a vécu celle-ci[11].

## Galerie

Juana Manuela Gorriti et son temps
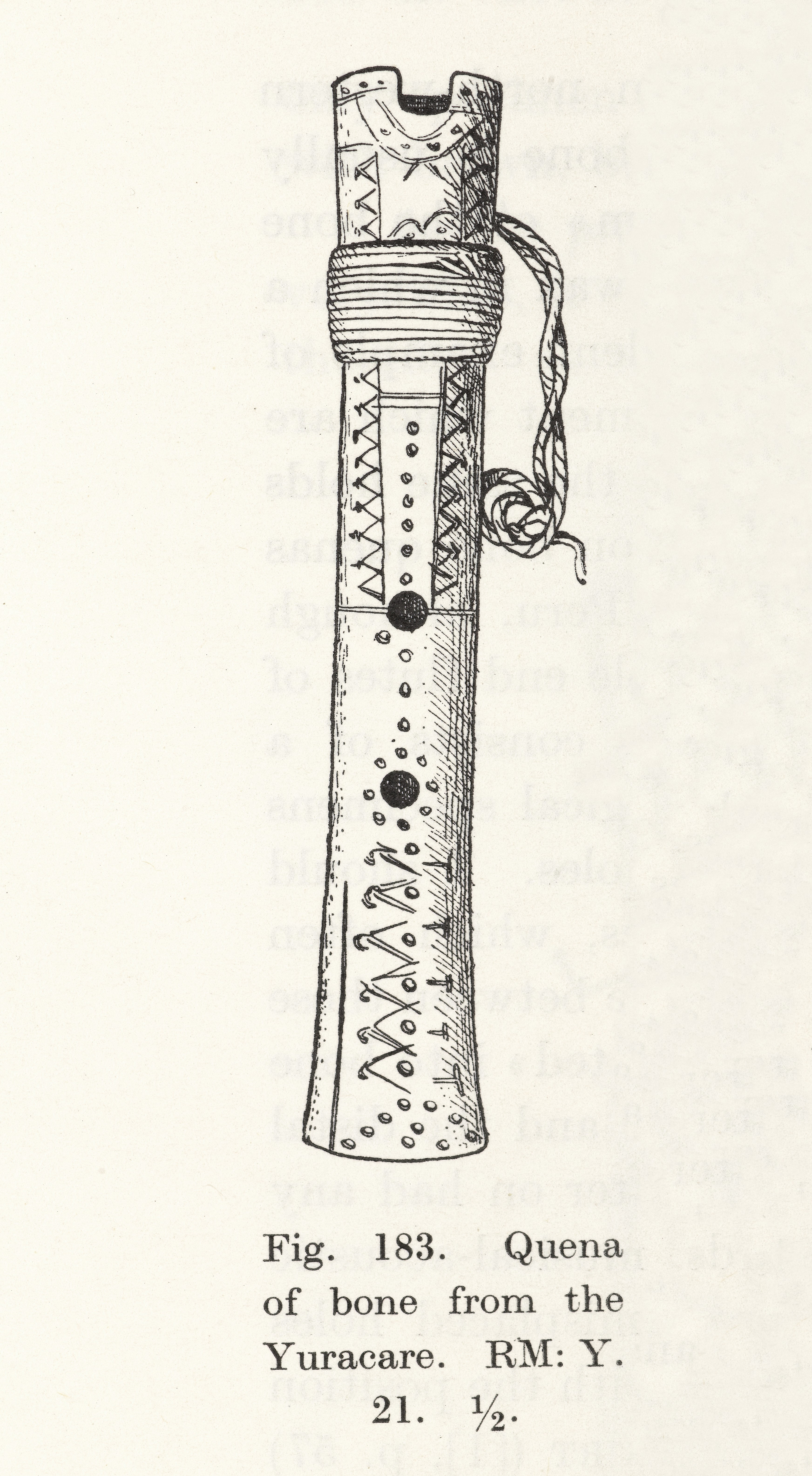
Quena, flûte en os des Indiens Yuracaré
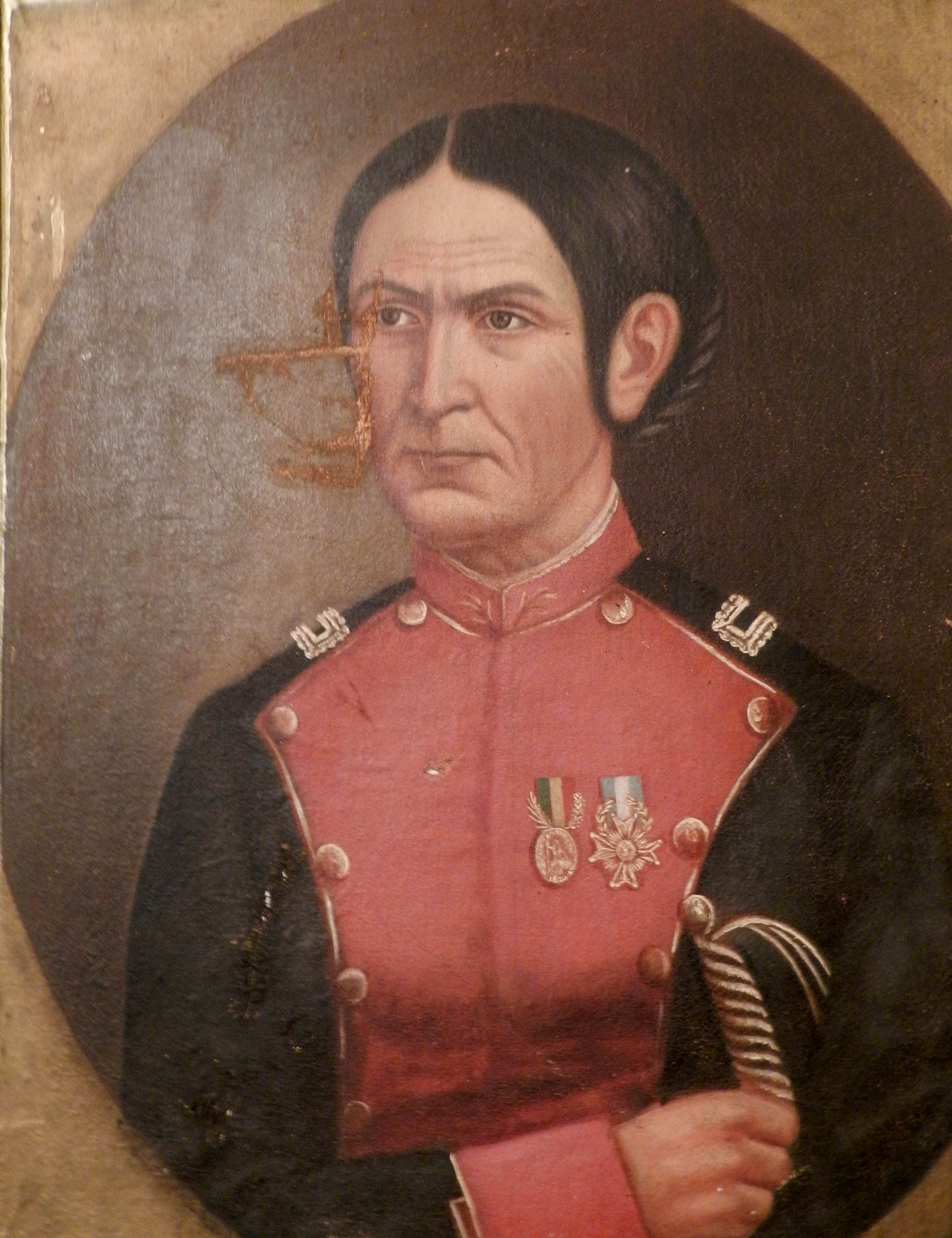
Juana Azurduy de Padilla (1780-1862), héroïne de l'indépendance
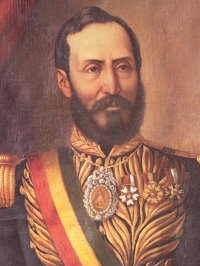
Manuel Isidoro Belzu (1808-1865), général et président bolivien, époux de Juana Manuela Gorriti
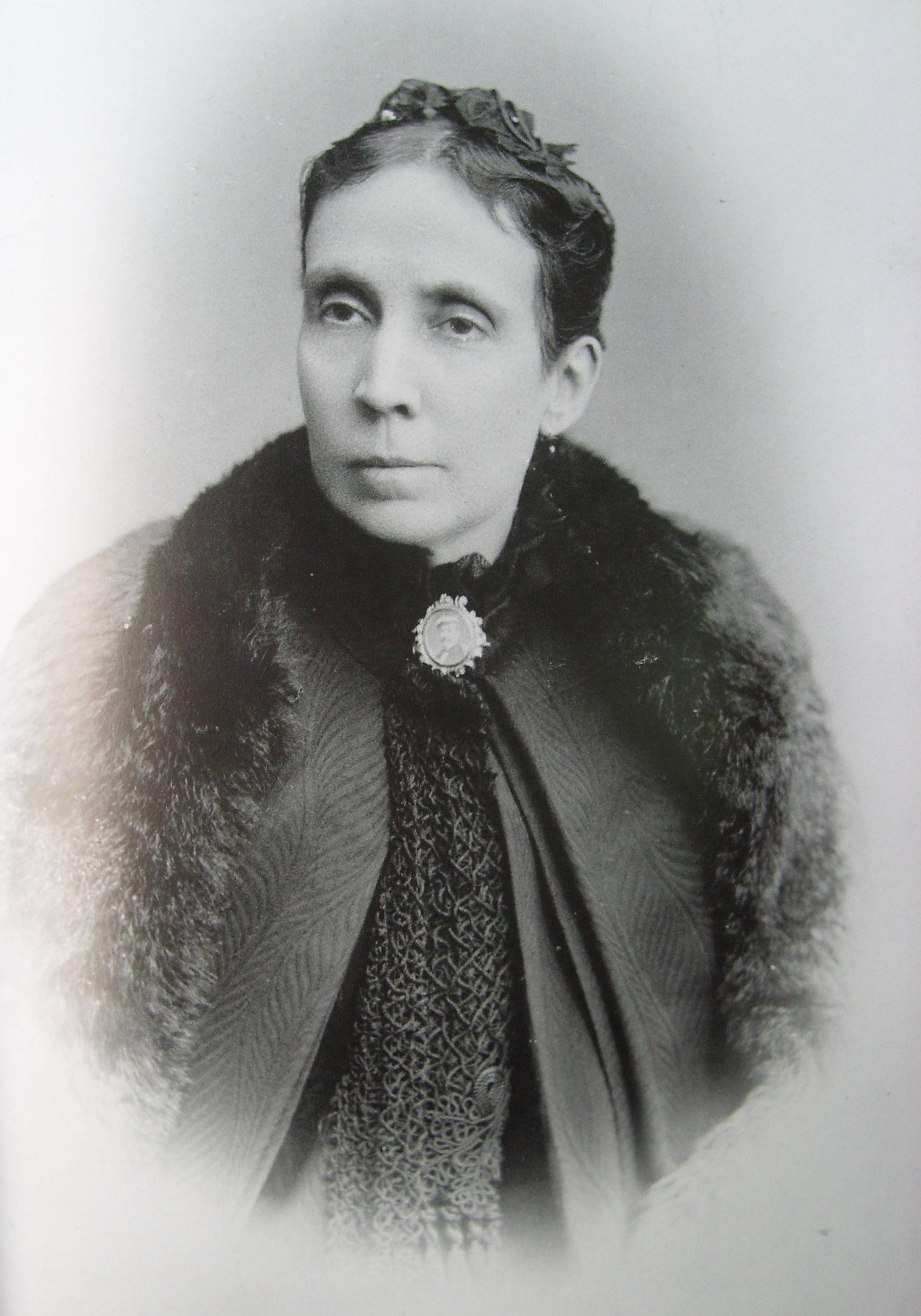
Teresa González de Fanning (1836-1918), écrivaine péruvienne et correspondante littéraire de Juana Manuela
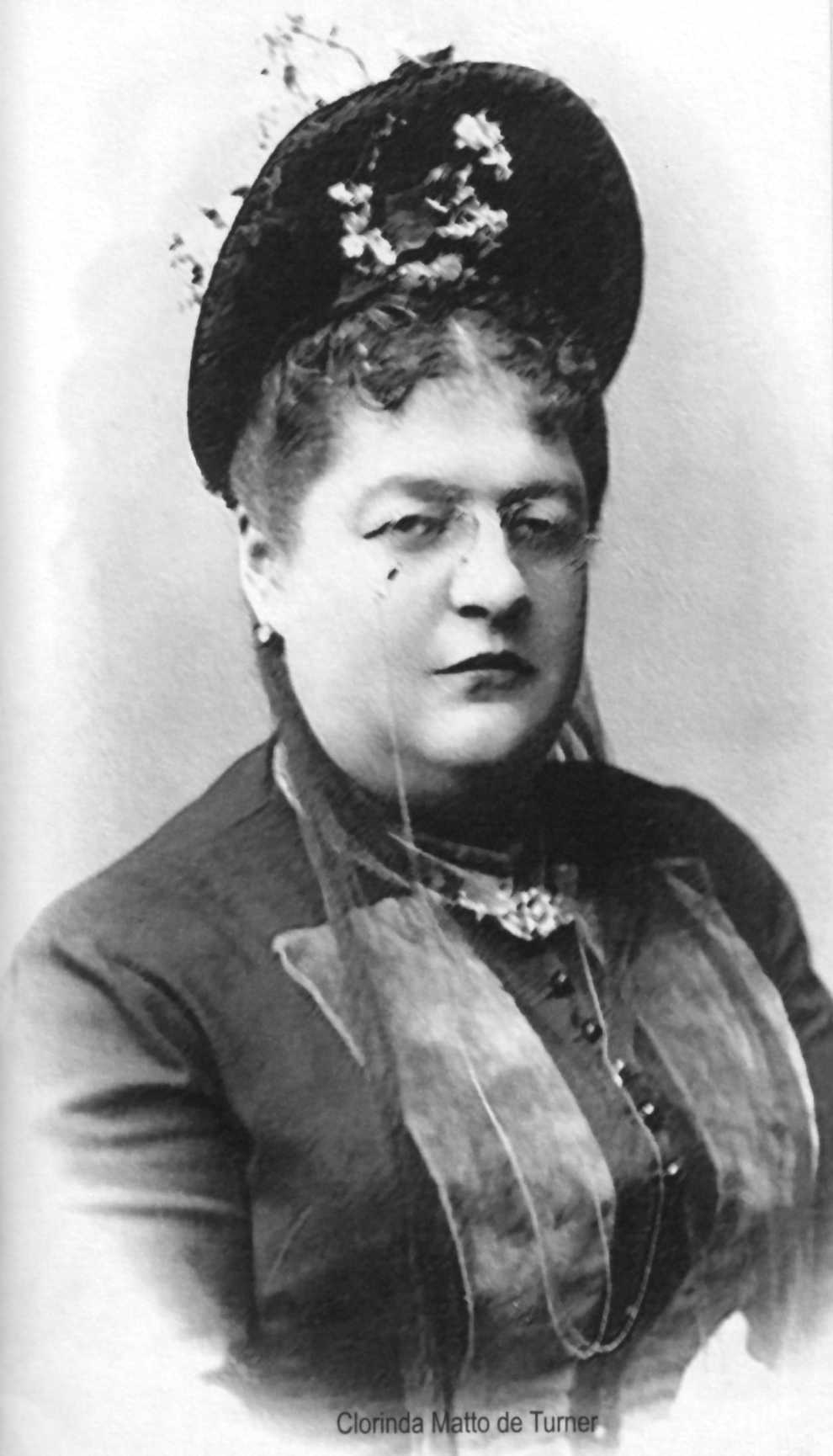
Clorinda Matto de Turner (1852-1909), écrivaine péruvienne et correspondante littéraire de Juana Manuela
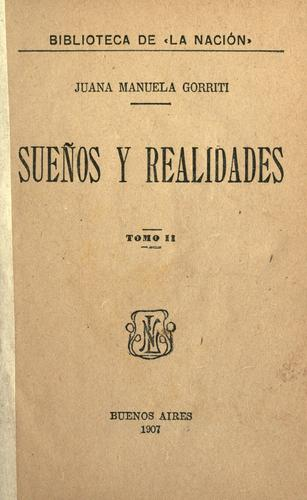
Sueños y Realidades, tome 2, édition de 1907